# Modos griegos

## Teoría
En la teoría musical de la antigua Grecia es más apropiado emplear los términos harmonia o tonos (en plural harmoniai o tonoi), ya que la palabra «modo» es un término latino posterior. 
Los modos griegos antiguos o escalas griegas según la tradición de Aristoxeno de Tarento eran los siguientes:
- Modo lidio: parhypate hypaton–trite diezeugmenon (do′–do″)
- Modo frigio: lichanos hypaton–paranete diezeugmenon (re′–re″)
- Modo dórico: hypate meson–nete diezeugmenon (mi′–mi″)
- Modo hipolidio: parhypate meson–trite hyperbolaion (fa′–fa″)
- Modo hipofrigio: lichanos meson–paranete hyperbolaion (sol′–sol″)
- Modo locrio (común) o modo hipodórico: mese–nete hyperbolaion, o bien proslambnomenos–mese (la′–la″ o la–la′)
- Modo mixolidio: hypate hypaton–paramese (si–si′)

La base de la antigua teoría griega era el tetracordio, sucesión conjunta de cuatro notas en sentido descendente comprendidos en el ámbito de una cuarta justa. El dórico o dorio era el tetracordo básico de cuyas notas surgían otros tres. La unión de dos tetracordos iguales constituía el modo. El nombre de los tetracordos y sus nombres son: Dórico -simétrico, Frigio -simétrico, Lidio -simétrico, Mixolidio -asimétrico
Cada modo tenía una nota fundamental, (tónica, la primera nota de la escala), y una nota dominante (la quinta nota de una escala). La fundamental y la dominante eran las mismas notas en el modo auténtico y en su correspondiente plagal. La diferencia era que la escala plagal empezaba y terminaba con la fundamental y en el modo auténtico empezaba y terminaba con la dominante. Solamente las notas la, sol, fa y mi podían ser fundamentales y mi, re, do y si eran dominantes.
El modo dórico era el más importante del sistema.

### Tipos
Estos 8 modos se clasificaban en dos tipos:
- Modos auténticos: dórico, frigio, lidio y mixolidio, que se construían descendentemente a partir de la nota dominante del modo mediante dos tetracordos idénticos separados por un tono entero.
- Modos plagales: hipodórico, hipofrigio, hipolidio e hipomixolidio, que se obtenían desplazando una quinta hacia abajo los anteriores y por eso se designan con igual nombre que los modos auténticos pero con el prefijo hipo que significa «debajo», «bajo de».

### Géneros
La teoría musical griega distinguía tres géneros de escalas:
- En el género diatónico la interválica descendente de cada tetracordo es tono-tono-semitono.
- En el género cromático la interválica descendente de cada tetracordo es tercera menor-semitono-semitono.
- En el género enarmónico la interválica descendente de cada tetracordo es tercera mayor-cuarto de tono-cuarto de tono.

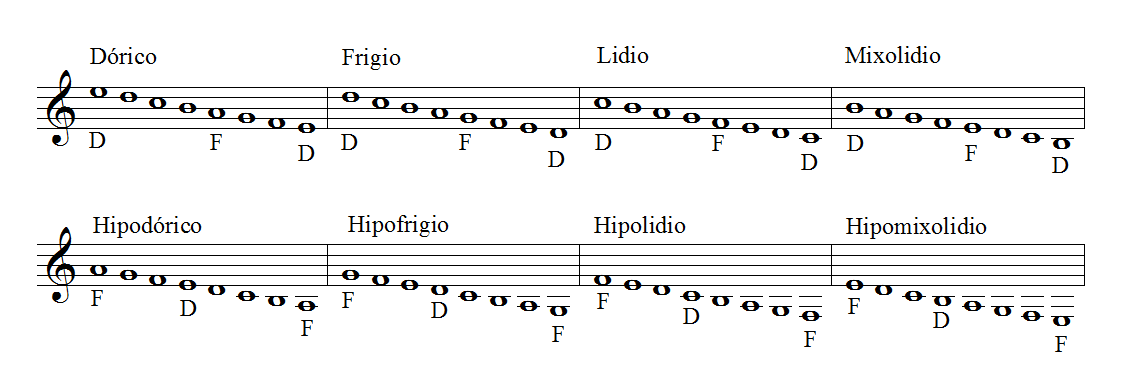
Los ocho modos griegos, la letra «D» indica la dominante y la «F» indica la fundamental.

| Modos auténticos | Ámbito  | Dominante | Fundamental | Modos plagales     | Ámbito    | Dominante | Fundamental |
| ---------------- | ------- | --------- | ----------- | ------------------ | --------- | --------- | ----------- |
| Modo dórico      | mi a mi | mi        | la          | Modo hipodórico    | la a la   | mi        | la          |
| Modo frigio      | re a re | re        | sol         | Modo hipofrigio    | sol a sol | re        | sol         |
| Modo lidio       | do a do | do        | fa          | Modo hipolidio     | fa a fa   | do        | fa          |
| Modo mixolidio   | si a si | si        | mi          | Modo hipomixolidio | mi a mi   | si        | mi          |

## Evolución posterior
Durante la Edad Media se llevó a cabo una reorganización del sistema modal, de tal manera que los modos pasaron a ser ascendentes. Se les llama también modos eclesiásticos o gregorianos por ser utilizados en el canto llano litúrgico. Los sonidos que conforman cada uno de los siete modos son el resultado de tocar sólo las teclas blancas del piano, comenzando en una determinada tecla blanca cada vez y subiendo tecla por tecla. La sucesión de tonos y semitonos en cada uno de los modos es lo que les da su carácter especial. Así, el modo en que está escrita una melodía se caracteriza por su nota final (la nota en la que termina) y su ámbito (desde la nota más grave a la más aguda).
Estos modos medievales son una copia de los ocho tonos bizantinos y tomaron sus denominaciones de los modos griegos. 
La iglesia bizantina desarrolló en sus orígenes un sistema de ocho modos musicales (el oktōēchos), que sirvió como modelo para que los teóricos del canto llano medieval europeo desarrollaran su propio sistema de clasificación modal a partir del siglo IX. 
El éxito de la síntesis occidental de este sistema con elementos del cuarto libro de la serie De institutione musica de Boecio, creó la falsa impresión de que el oktōēchos bizantino era herencia directa de la antigua Grecia. 
El término fue usado originalmente para designar a una de las harmoniai tradicionales de la teoría musical griega y tenía varios significados, entre los que se incluía el sentido de una octava formada por ocho sonidos. Este nombre fue tomado por el teórico Ptolomeo del siglo II junto con otros seis para designar sus siete tonoi o tonalidades de transposición. 
Cuatro siglos más tarde, Boecio interpretó a Ptolomeo en latín, aún con el sentido de tonalidades de transposición en lugar de escalas. Cuando la teoría del canto llano estaba siendo formulada por primera vez en el siglo IX, estos siete nombres más un octavo, hipermixolidio (más tarde sustituido por hipomixolidio), fueron nuevamente reasignados en el tratado anónimo Alia Musica. Uno de los comentarios sobre ese tratado denominado Nova expositio, les dio por primera vez el sentido de especies de octavas diatónicas o escalas.
| Modos auténticos                             | Ámbito    | Finalis | Tenor | Modos plagales                                 | Ámbito  | Finalis | Tenor |
| -------------------------------------------- | --------- | ------- | ----- | ---------------------------------------------- | ------- | ------- | ----- |
| Modo I / dórico / protus authenticus         | re a re   | re      | la    | Modo II / hipodórico / protus plagalis         | la a la | re      | fa    |
| Modo III / frigio / deuterus authenticus     | mi a mi   | mi      | do    | Modo IV / hipofrigio / deuterus plagalis       | si a si | mi      | la    |
| Modo V / lidio / tritus authenticus          | fa a fa   | fa      | do    | Modo VI / hipolidio / tritus plagalis          | do a do | fa      | la    |
| Modo VII / mixolidio / tetrardus authenticus | sol a sol | sol     | re    | Modo VIII / hipomixolidio / tetrardus plagalis | re a re | sol     | do    |

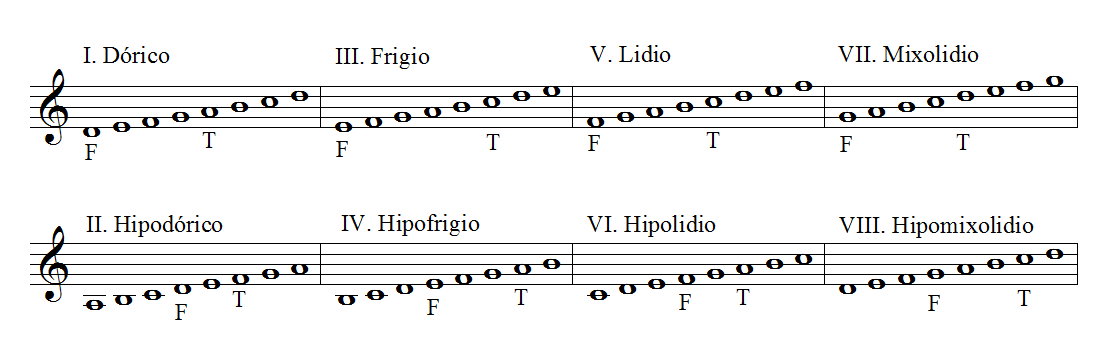
Los ocho modos medievales, la letra «F» indica la finalis y la «T» el tenor.

En cualquier caso, el sistema medieval no debe confundirse con los antiguos modos griegos, que son en realidad "escalas tipo" inseparables de fórmulas características, según un concepto todavía frecuente en las músicas de los pueblos en estado natural y orientales, unidas a una noción de altura, de timbre, simbolismo y de eco. Los modos eclesiásticos no se organizan sobre tónica y dominante, sino sobre la nota finalis, similar a la tónica y que se corresponde con la primera nota en los modos auténticos, y la tenor o nota de recitación, "que sostiene", ésta no es una dominante estrictamente porque la dominante tiene relaciones más complejas, ésta solo sostiene. Es sobre la que se realiza la salmodia.

## Modos modernos
Los modos occidentales modernos utilizan el mismo conjunto de notas que la escala mayor, en el mismo orden, pero partiendo de uno de sus siete grados a su vez como tónica, por lo que generan distancias diferentes entre sus notas musicales. Siendo la secuencia de intervalos de la escala mayor T-T-1/2T-T-T-T-1/2T, donde "T" significa un tono entero y "1/2T" un semitono o medio tono, es posible generar los siguientes modos:
| Modo Griego | Nomenclatura Romana | Distancias: T = Tono y 1/2T = Semitono | Ejemplo en Do(C) |
| ----------- | ------------------- | -------------------------------------- | ---------------- |
| Jónico      | I                   | T–T–1/2T–T–T–T–1/2T                    | C–D–E–F–G–A–B–C  |
| Dórico      | II                  | T–1/2T–T–T–T–1/2T–T                    | D–E–F–G–A–B–C–D  |
| Frigio      | III                 | 1/2T–T–T–T–1/2T–T–T                    | E–F–G–A–B–C–D–E  |
| Lidio       | IV                  | T–T–T–1/2T–T–T–1/2T                    | F–G–A–B–C–D–E–F  |
| Mixolidio   | V                   | T–T–1/2T–T–T–1/2T–T                    | G–A–B–C–D–E–F–G  |
| Eólico      | VI                  | T–1/2T–T–T–1/2T–T–T                    | A–B–C–D–E–F–G–A  |
| Locrio      | VII                 | 1/2T–T–T–1/2T–T–T–T                    | B–C–D–E–F–G–A–B  |

El análisis de cada escala modal se efectúa con un número romano que marca su posición en relación con la escala mayor o modo jónico.

### Nota característica
Cada modo o escala modal tiene una nota característica que le otorga su singularidad y con ello su sonoridad particular. Las notas características de los siete modos griegos son:
- Modo jónico: La cuarta justa (4)
- Modo dórico: La sexta mayor (6)
- Modo frigio: La segunda menor (b2)
- Modo Lidio: La cuarta aumentada (#4)
- Modo Mixolidio: La séptima menor (b7)
- Modo Eólico: La sexta menor (b6)
- Modo Locrio: La quinta disminuida (b5)